# Ranunculus integerrimus
Ranunculus integerrimus är en ranunkelväxtart som först beskrevs av Julin, och fick sitt nu gällande namn av E. Borchers-kolb. Ranunculus integerrimus ingår i släktet ranunkler, och familjen ranunkelväxter. Inga underarter finns listade i Catalogue of Life.